# Фалкенберг (Елстер)
Фалкенберг (њем. Falkenberg/Elster) град је у њемачкој савезној држави Бранденбург. Једно је од 33 општинска средишта округа Елбе-Елстер. Према процјени из 2010. у граду је живјело 7.378 становника. Посједује регионалну шифру (AGS) 12062128.

## Географски и демографски подаци
Фалкенберг се налази у савезној држави Бранденбург у округу Елбе-Елстер. Град се налази на надморској висини од 86 метара. Површина општине износи 81,8 km². У самом граду је, према процјени из 2010. године, живјело 7.378 становника. Просјечна густина становништва износи 90 становника/km².

## Међународна сарадња
| Мјесто    | Држава | Врста сарадње | Од    |
| --------- | ------ | ------------- | ----- |
| Доброшице | Пољска | контакт       | 2000. |
| Извор     |        |               |       |